# The Elder Scrolls
The Elder Scrolls (сокращённо — TES; в переводе с англ. — «Древние свитки») — серия ролевых видеоигр в жанре action RPG, изначально разрабатываемых американской студией Bethesda Game Studios и выпускаемых американской компанией Bethesda Softworks. Серия фокусируется на свободном игровом процессе в открытом мире.
Игры серии объединены общими, детально проработанными вселенной и сюжетом и предоставляют игроку большую свободу, позволяя по собственному усмотрению посещать различные области и города вымышленного фэнтезийного мира и самостоятельно искать интересные места и задания. 
Серия началась с The Elder Scrolls: Arena, выпущенной в 1994 году. С этого времени было выпущено в общей сложности пять основных игр (из которых последние три имели по два-три дополнения), а также несколько спин-оффов. В 2014 году компания ZeniMax Online Studios (дочерняя компания аффилированной с Bethesda компании ZeniMax Media) выпустила многопользовательскую ролевую онлайн-игру The Elder Scrolls Online. В 2018 году начата предварительная разработка The Elder Scrolls VI, её анонс состоялся на конференции E3 в том же году. Игра разрабатывается студией Bethesda Game Studios и планируемая к выпуску компанией Bethesda Softworks. В 2023 году начался этап активной разработки. 
Действие игр серии происходит в мире высокого фэнтези с влиянием культур реального мира. По другой оценке, серия относится к типу «меч и колдовство». 
Большинство игр серии были успешными с точки зрения критиков и коммерции. Четыре игры серии — Morrowind (2002), Oblivion (2006), Skyrim (2011) и Online (2014) — получали в соответствующие годы награды «Лучшая игра года» от различных изданий. Серия была продана тиражом более 59 миллионов копий по всему миру. 

## История
| 1994 | The Elder Scrolls: Arena                  |
| 1995 |                                           |
| 1996 | The Elder Scrolls II: Daggerfall          |
| 1997 | An Elder Scrolls Legend: Battlespire      |
| 1998 | The Elder Scrolls Adventures: Redguard    |
| 1999 |                                           |
| 2000 |                                           |
| 2001 |                                           |
| 2002 | The Elder Scrolls III: Morrowind          |
| 2003 | The Elder Scrolls Travels: Stormhold      |
| 2004 | The Elder Scrolls Travels: Dawnstar       |
| 2004 | The Elder Scrolls Travels: Shadowkey      |
| 2005 |                                           |
| 2006 | The Elder Scrolls IV: Oblivion            |
| 2007 |                                           |
| 2008 |                                           |
| 2009 |                                           |
| 2010 |                                           |
| 2011 | The Elder Scrolls V: Skyrim               |
| 2012 |                                           |
| 2013 |                                           |
| 2014 | The Elder Scrolls Online                  |
| 2015 |                                           |
| 2016 |                                           |
| 2017 | The Elder Scrolls: Legends                |
| 2018 |                                           |
| 2019 | The Elder Scrolls: Blades                 |
| 2020 |                                           |
| 2021 |                                           |
| 2022 |                                           |
| 2023 | The Elder Scrolls: Castles                |
| 2024 |                                           |
| 2025 | The Elder Scrolls IV: Oblivion Remastered |
| TBA  | The Elder Scrolls VI                      |

Работа над серией началась в 1992 году, когда сотрудники компании Bethesda Softworks, ранее специализировавшейся в основном на спортивных играх, приняли решение изменить жанр своей будущей игры Arena, сделав её ролевой игрой вместо файтинга. Под влиянием игр Ultima Underworld и Dungeons & Dragons компания разработала масштабную, открытую, но в конечном счёте вторичную ролевую игру с видом от первого лица The Elder Scrolls: Arena, которая вышла в свет в 1994 году для DOS. Так началась история серии, в основу которой был положен принцип «будь, кем хочешь и делай, что хочешь».
Следующая игра из серии The Elder Scrolls — The Elder Scrolls II: Daggerfall — была выпущена в 1996 году. На фоне Arena, имевшей весьма умеренный успех, Daggerfall был более амбициозным проектом. В Daggerfall была предпринята попытка создать живой трёхмерный мир размером с две Великобритании и построить ролевую систему, основанную на развитии навыков, а не накоплении очков опыта. Однако амбициозность Daggerfall сослужила ему плохую службу: игра, поспешно выпущенная в свет, была переполнена ошибками («багами») и имела чрезмерно высокие по тем временам системные требования, чем заслужила неофициальное название «Buggerfall» — от слов bug и fall. По словам одного из комментаторов, несмотря на то, что Daggerfall имел большой коммерческий успех, «игра, тем не менее, основана на плохом коде».
После выхода Daggerfall Bethesda до 1998 года не занималась разработкой продолжения, вместо этого выпустив игры The Elder Scrolls Legends: Battlespire в 1997 году и The Elder Scrolls Adventures: Redguard — в 1998 году. Обе игры имели несравнимо меньший масштаб: Battlespire представляла собой путешествие по подземельям, а Redguard была игрой в жанре action-adventure с видом от третьего лица и линейным сюжетом. Игры продавались плохо, и Bethesda оказалась на грани банкротства. Только благодаря инвестициям, последовавшим после поглощения студии компанией ZeniMax Media в 1999 году, Bethesda вернулась к жизни.
Для работы над The Elder Scrolls III: Morrowind Bethesda утроила количество сотрудников и снова сделала ставку на высокие системные требования. Morrowind вернулся к традиционному нелинейному и обширному игровому миру и включал ландшафты и артефакты, проработанные вручную, а игровой мир был всё же меньше, чем в играх-предшественниках. Morrowind был выпущен для Xbox и Windows в 2002 году и имел успех как среди критиков, так и среди играющей публики: к середине 2005 года было продано 4 миллиона экземпляров игры. Вскоре, в конце 2002 — середине 2003 года, были выпущены два дополнения: The Elder Scrolls III: Tribunal и The Elder Scrolls III: Bloodmoon.

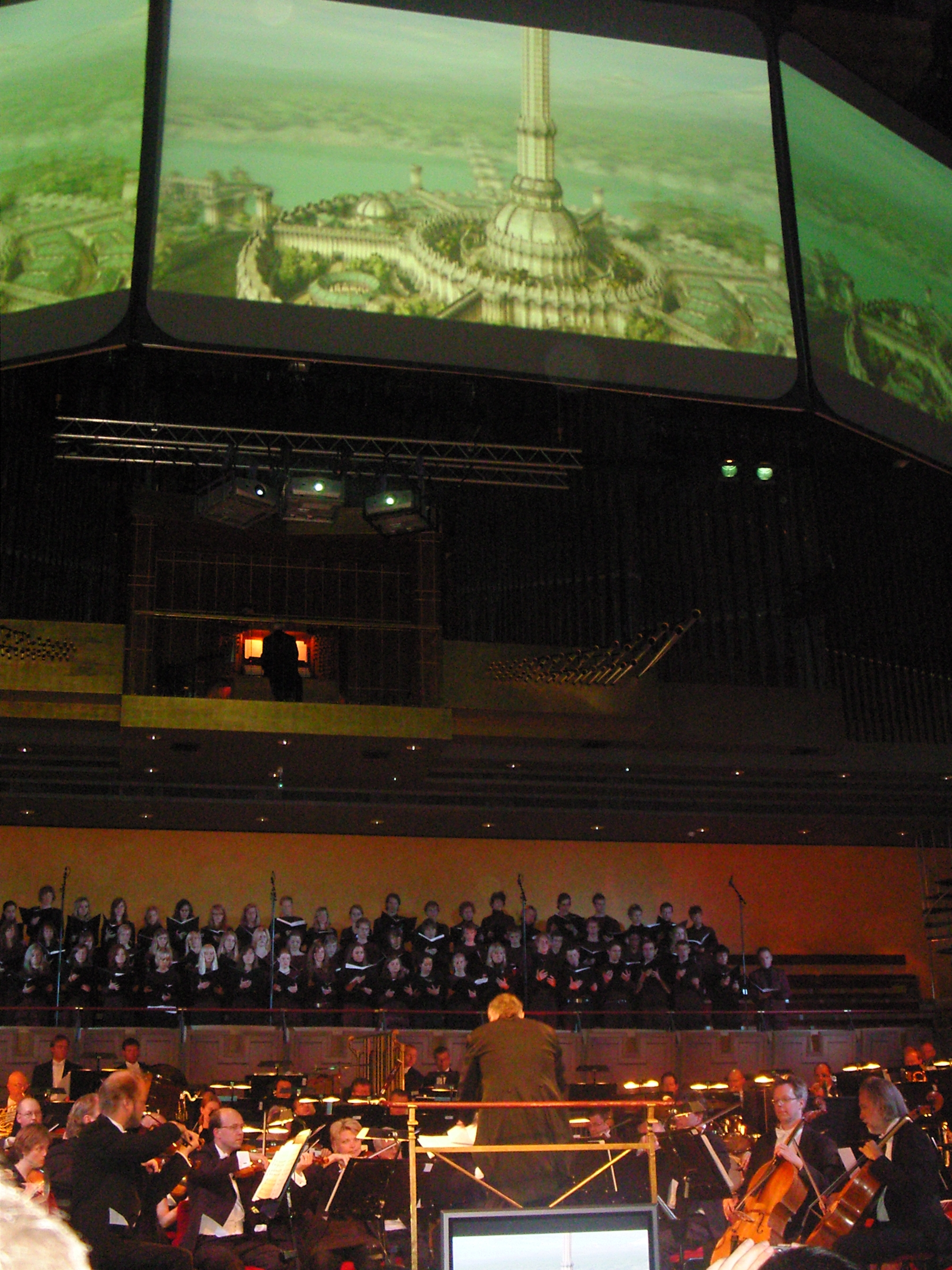
Оркестр, играющий музыкальную тему из The Elder Scrolls IV: Oblivion на фоне вида имперской столицы из игры

Сразу после релиза Morrowind, в том же 2002 году, началась работа над The Elder Scrolls IV: Oblivion. Игра работает на движке GameBryo, который является улучшенной версией NetImmerse, использовавшегося в предыдущей игре серии. Сильными сторонами Oblivion должны были стать лихо закрученный сюжет, улучшенный искусственный интеллект, основанный на собственной разработке Bethesda — Radiant AI, улучшенная физика, основанная на движке Havok, и впечатляющая графика. Игра была выпущена для Windows и Xbox 360 в начале 2006-го, для PlayStation 3 — в начале 2007 года. В конце 2006 — начале 2007 года Bethesda выпустила два дополнения для Oblivion: The Elder Scrolls IV: Knights of the Nine и The Elder Scrolls IV: Shivering Isles.
27 апреля 2009 года Bethesda Softworks анонсировала выход двух романов по вселенной The Elder Scrolls авторства Грега Киза. Первый роман, The Infernal City: An Elder Scrolls Novel (рус. Адский город), вышел 24 ноября 2009 года.
Очередная игра серии, The Elder Scrolls V: Skyrim, была анонсирована 11 декабря 2010 года на мероприятии Paramount Network Video Games Awards, где был показан первый тизер-трейлер. За несколько месяцев до этого, в августе 2010 года руководитель разработки игры Тодд Говард сообщил, что Bethesda начала работу над очередной частью серии The Elder Scrolls сразу же после выхода Oblivion, и что компания перешла от стадии планирования и проработки концепции к активной разработке Skyrim после выхода Fallout 3 (2008). The Elder Scrolls V: Skyrim была выпущена 11 ноября 2011 года для Windows, PlayStation 3 и Xbox 360. Она получила ряд наград как «Лучшая игра 2011 года» от IGN, Spike Awards и других изданий и организаций. Skyrim использовала новый игровой движок Creation Engine, разработанный внутри Bethesda. Действие Skyrim происходит спустя двести лет после событий Oblivion, в северной провинции Скайрим, на фоне гражданской войны; главный герой игры, «Драконорождённый», пытается защитить Скайрим от дракона Алдуина. В 2012 году были выпущены три загружаемых дополнения к игре: Dawnguard, Hearthfire и Dragonborn. 28 октября 2016 года вышло переиздание The Elder Scrolls V: Skyrim — Special Edition для Windows и игровых консолей PlayStation 4 и Xbox One, получившее улучшенную графику и возможность установки модификаций на консоли.
10 июня 2018 года на E3 2018 состоялся официальный анонс игр The Elder Scrolls VI и The Elder Scrolls: Blades.
29 сентября 2023 года в ранний доступ вышла новая мобильная The Elder Scrolls Castles, механики которой схожи с Fallout Shelter. В игре предлагается управлять своим убежищем, обеспечивать безопасность и счастье его жителей, но в сеттинге The Elder Scrolls.

### Модификации
Для The Elder Scrolls III: Morrowind, The Elder Scrolls IV: Oblivion и The Elder Scrolls V: Skyrim разработчиками были созданы кодово-рендерные редакторы модификаций The Elder Scrolls Construction Set и The Elder Scrolls V Creation Kit, распространяемые вместе с играми и также доступными для скачивания на сайте Bethesda Softworks.

## Сеттинг
Действие игр The Elder Scrolls происходит в мире высокого фэнтези с влиянием культур реального мира. По другой оценке, серия относится к типу «меч и колдовство». Как и большинство произведений высокого фэнтези, игры этой серии, как правило, серьёзны по тону и эпичны по масштабу, затрагивая темы великой борьбы со сверхъестественным или злом. В игровом мире существует множество рас, некоторые типичны для произведений высокого фэнтези, такие как люди, орки и эльфы; некоторые не являются типичными, такие как ящероподобные аргониане и кошачьи каджиты; двемеры, известные также как «гномы», следуют стереотипу высокого фэнтези о расе подземных, искусных металлургов и каменщиков, но в данном сеттинге классифицируются как разновидность эльфов, которые продвинулись в технологическом плане. Что также типично для произведений высокого фэнтези, в игровом мире присутствуют магия, мифические существа, фракции со своими собственными политическими целями, окружённые стенами средневековые города и крепости, а также сюжетные элементы, связанные с пророчествами и легендами.
Серия The Elder Scrolls известна своим вниманием к деталям, включая обширный лор, декорации и предысторию. В игре нет всеведущего рассказчика. Лор подаётся в том виде, как он описан учёными и другими персонажами из самой вселенной, он подвержен их предубеждениям и домыслам. Игроку предлагается формировать собственную интерпретацию лора, что провоцирует к созданию обширных фанатских работ. Разработчики избегают обесценивать или отвергать фанатские теории через канон. Внутренние несоответствия объясняются как ошибки в науке. Некоторая противоречивость, вроде взаимоисключающих концовок в более ранних играх, вводится намеренно и объясняется как магические парадоксы. Другие элементы лора намеренно противоречивы или двусмысленны, чтобы позволить игрокам самим решать, что является правдой. Игрок может, например, отрицать, что он является героем пророчеств, или принять эту роль.

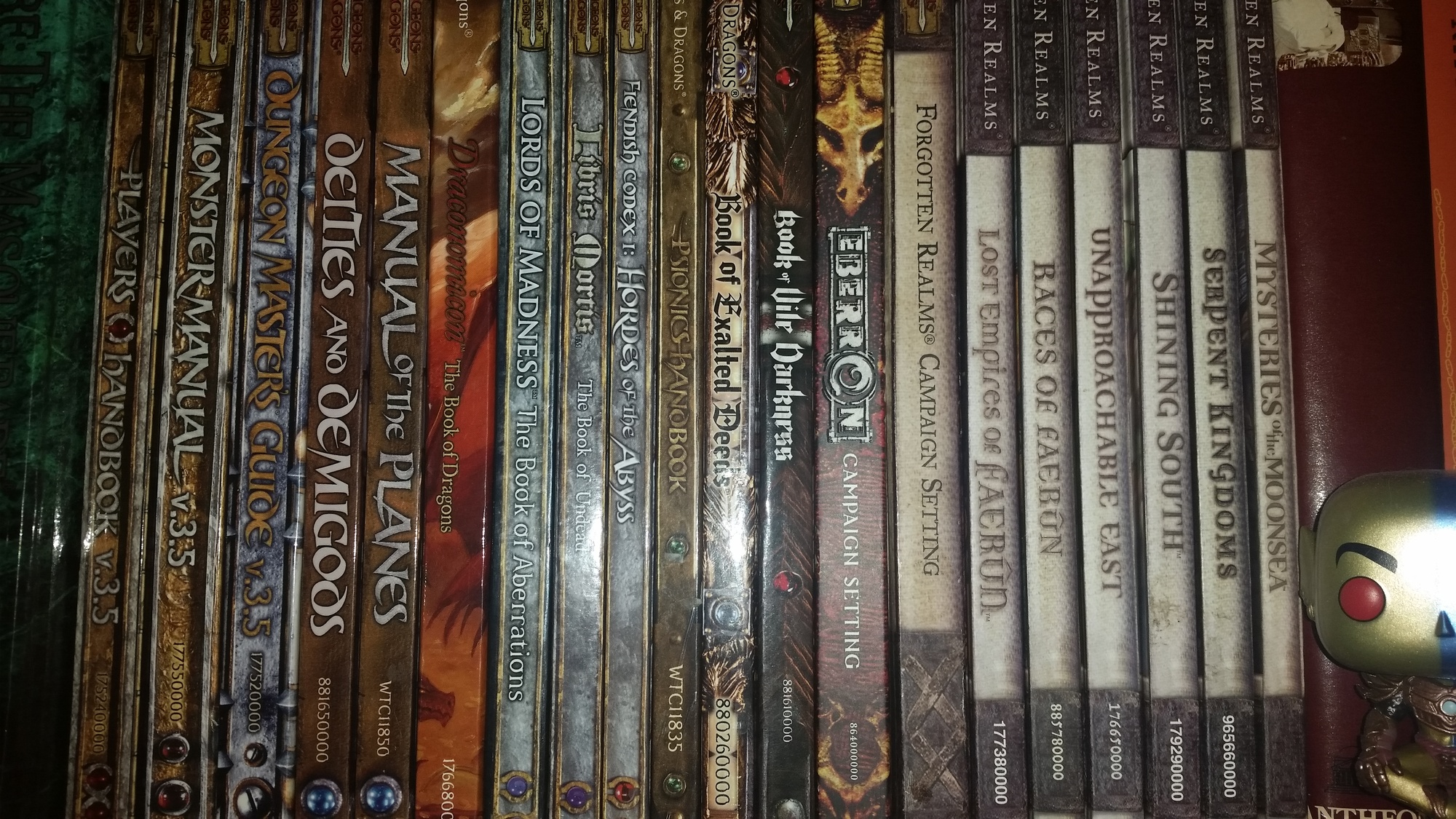
Некоторые из игровых книг по фэнтезийным вселенным Dungeons & Dragons и The Elder Scrolls

Первая игра в серии, Arena, содержала мало лора и не имела многих элементов, которые позже стали определять серию. Сложная система богов и мифов была введена во второй игре, Daggerfall. Сложность лора возникла из желания улучшить ситуацию с Arena, которая критиковалась как невыразительная. После Daggerfall дизайнеры сосредоточились на дальнейшем расширении лора. Значительная часть лора и ряд внутриигровых книг, описывающих космогонию, космологию, историю и другие аспекты вселенной, а также некоторые иллюстрации к ним и характеры ряда ключевых персонажей были созданы одним из разработчиков, концепт-художников и ведущих дизайнеров серии Майклом Киркбрайдом. Среди его работ «Карманный путеводитель по Империи, 1-е изд.» (совместно с Куртом Кульманом), «Третий путеводитель по Империи» (в соавторстве), «Мономиф», «Разновидности веры в Империи», «Предтечи», «Вивек и Мефала», «Ситис», «Пять песен о короле Вулфхарте» и «Арктурианская ересь», «Мономиф», «Разновидности веры в Империи», «Предтечи», «Вивек и Мефала», «Ситис», «Пять песен о короле Вулфхарте», «Арктурианская ересь»; в рамках Oblivion: «Комментарии к Мистериуму Заркса», «Реманада» и «Шезарр и боги» и др.; литература в дополнении Knights of the Nine, в котором Киркбрайд занимал пост главного дизайнера.
В событиях и сюжете очевидные и прямые параллели с реальным миром не прослеживаются. Однако имеются параллели мира TES с реально существовавшими культурами, отсылки к реальным географическим объектам, культурным эпохам и явлениям. Мир игр эклектично соединил элементы материальных и духовных культур поздней античности, средневековой готики, Ренессанса, древнего Востока. Империя Сиродил схожа с Римской империей, провинция Скайрим — с древним севером Европы. Имеются параллели между местными расами и народами Земли. Так, норды по внешности, культуре и именам отсылают к североевропейцам, редгарды — к народам арабских стран. Наибольшее число параллелей и прямых заимствований из реальной культуры и мифологии — скандинавской, имеется в Skyrim. Сюда относятся стили построек, одежда, оружие, предметы быта провинции Скайрим. Имеются также параллели с древнеримской и кельтской культурами. В Skyrim игрок попадает в Совнгард (Sovngarde), место загробной жизни павших героев, что является аналогией с Вальгаллой. Чтобы попасть в Зал Славы, нужно победить в бою стража моста — Цуна (Tsun), прототипом которого стал Хеймдалль, страж моста в Асгард. Из древнегерманской культуры напрямую заимствованы такие её реалии, как тан, хускарл, ряд имён собственных, а также особенности архитектуры, отдельные напитки, предметы одежды и др. Большое число заимствований из древнеримской (имена имперцев, доспехи и др.) и средневековой европейской (архитектура и др.) культур имеется в культуре Сиродиила в игре Oblivion. Некоторое влияние культуры Японии прослеживается в Morrowind (орочьи доспехи и др.). Материальная культура двемеров в своей стилистике имеет яркое сходство с месопотамской. Символы алфавита драконьего языка, как указано в книге «Драконий язык — больше не миф», напоминающие «отметины когтей, или насечки», внешне (Skyrim) схожи с клинописью. Символы айлейдского и двемерского алфавитов напоминают буквы древнесемитских алфавитов.
Большой, но менее очевидный пласт заимствований из реальной мифологии и культуры и параллелей имеется также собственно в космогонии, космологии и истории народов Нирна.
Вселенная TES имеет большое число этиологических мифов, мифов, объясняющих происхождение какого-либо явления. Одни из наиболее широко представленных мифологических образов в мире TES — дуализм и борьба порядка и хаоса, а также противоборство бога (в том числе умирающего и воскресающего бога) с хтоническим противником (змеем). Одна из особенностей вселенной TES состоит в том, что она не пытается быть «сказочной» и исключить из традиционной культуры, которой она подражает, «неудобные» элементы. Это мир, которому свойственен натурализм традиционной мифологии, включающий как прекрасное, так и жестокое и отталкивающее.
Ближайшей параллелью божественной космологии TES может быть гностицизм. Миром управляют Девять божеств — богов и богинь, однако они редко напрямую участвуют в мирских делах. Игрок гораздо чаще сталкивается с даэдра, сверхъестественными и в значительной мере злобными существами, которые, в отличие от божеств, склонны вмешиваться в человеческие интриги. Они вознаграждают игроков за акты, в основном развращённого, служения. Религиозные войны часто становятся частью игрового процесса, а персонажи исцеляются от болезней молитвами и ритуалами, которые могут быть довольно сложными. Эта космология пронизывает каждую часть TES, а антагонизм между божеством и даэдра создает моральное трение, которое помогает продвигать этос выбора собственного пути в повествовании этих ролевых игр.
Космогония и космология игрового мира близка также к манихейству, в котором мир также диалистичен, и, как и в одном из вариантов космогонического мифа TES, добро и зло изначально представляли собой два разных независимых мира. Как и в мире игры, в манихействе каждое божество имеет свою обитель.
Высказывалось мнение, что полубог Вивек напоминает собой Будду, а символы принца даэдра Азуры — Луна и Звезда — имеют сходство с известными исламскими символами. Журнал «Лучшие компьютерные игры» сравнивал принцев даэдра с иудейскими демонами.
В играх серии прослеживается влияние творчества Говарда Лавкрафта. Культ и его элементы, на которые повлияло мифотворчество Лавкрафта, наиболее репрезентативно представлены Skyrim и его дополнении Dragonborn. Мифология Лавкафта заметна в образах принцев даэдра, но в их основе лежит не какой-то один её элемент, имеются лишь частичные сходства, основанные на некоторых идеях писателя. В мифологии, созданной Лавкрафтом, Древние почитаются как боги, и их культ, как и культ даэдра, скрыт от остального мира; Древние так же существовали за пределами нашего мира или находились во сне, который подобен смерти. У писателя некоторые персонажи пытались использовать силу Древних, как и адепты принцев даэдра, однако в обоих случаях сущности не позволяют делать это безнаказанно, не забрав чего-либо взамен. Один из принцев даэдра, Хермеус Мора имеет внешний облик в виде бесформенной массы с щупальцами и большим оком в центре, котрое окруженно множеством глаз. Сфера деятельности и
внешний облик говорят, что он создавался по подобию сверхъестественных существ мифологии Лавкрафта. Его облик весьма схож с описанием Азатота.

### Космология
Действия игр The Elder Scrolls в основном происходят на континенте Тамриэль и прилегающих к нему островах, расположенных на планете Нирн. Исключениями являются An Elder Scrolls Legend: Battlespire, действие которой происходит в другом плане. В Обливионе происходит действие части сюжета Oblivion и всего его дополнения Shivering Isles. В Обливионе происходит действие квестов в дополнениях Dawnguard и Dragonborn для Skyrim; квестов в The Elder Scrolls Online. На Нирне, помимо Тамриэля, существуют и другие континенты, такие как Акавир, Пиандонея, Йокуда и Атмора, но жители Тамриэля практически не имеют контактов с этими континентами и поэтому не обладают достоверными знаниями о них. Тамриэль является единственным континентом Нирна, непосредственно показанным в играх.
Магические сущности Мифического Аурбиса проживают долгие, окутанные тайной жизни, создающие полотно мифов.
Существуют противоречивые мифы о сотворении мира, один из которых утверждает, что несколько богов было обмануто, чтобы создать мир смертных, отдав часть своей силы. Они стали Восемью Божествами, также известными как аэдра, которым поклоняются как доброжелательным богам. Пантеон включает Девять Божеств: основатель империи Септимов Тайбер Септим стал девятым богом, Талосом. Другой пантеон более демонических божеств — даэдра, сохраняет полноту своей силы и обитает в Обливионе, отдельном плане вселенной. Конкретные даэдра не обязательно злые, хотя их часто изображают как лишённых сочувствия.
Вокруг Нирна совершают вращение два естественных спутника — Массер и Секунда. Солнце, которое вращается вокруг Нирна, представлено как дыра в Обливионе, образованная уходом Магнуса (бога чародейства) из плана смертных, а в результате ухода его последователей образовались звёзды. Через эти отверстия из Этериуса на план смертных попадает свет и магия. Помимо Мундуса (плана смертных), измерения, где расположен Нирн, в играх показаны измерения Этериус, план богов, и Обливион, план даэдра, поделённый на несколько областей, каждой из которой правит принц даэдра.
Принцы даэдра представлены как богоподобные существа. Внутриигровая этимология слова даэдра уходит в язык альтмеров, слово означает «не наши предки». Даэдра часто рассматриваются как демоны, хотя некоторые из них не могут считаться злыми. Даэдра обладают огромной силой и влиянием; они часто связываются с разрушением, хаосом и смертью. Их мотивация часто непонятна, они представляются как стремящиеся только к разрушению, но это не совсем соответствует действительности, поскольку Принцы даэдра не вписываются в представления смертных о добре и зле и обладают обоими этими качествами одновременно. Они воспринимают смертных как не более чем игрушки. Так, Сангвин — принц пьянства и разврата, и Шеогорат — принц безумия, часто вмешиваются в дела смертных лишь ради развлечения и не имеют цели нанести сметным вред.
В империи Тамриэль имеется несколько типов верований: вера в Девять Божеств, которая рассматривается как официальная, и поклонение принцам даэдра, запрещённое на большей части империи. Поклонение даэдра происходит тайно, но распространено во всех провинциях империи, святилища этим сущностям можно найти в самых разных уголках Тамриэля. Адептами они почитаются в качестве богов. Последователи официальной религии преследуют поклонников даэдра, но эти меры оказываются тщетными. Как правило, адепты поклоняются тому принцу даэдра, кто наиболее соответствует их собственной натуре. Так, последователи Ноктюрнал, принцессы ночи, могут ощущать родство с темнотой, почитатели Мерунеса Дагона — стремится к власти и насилию.

### Население

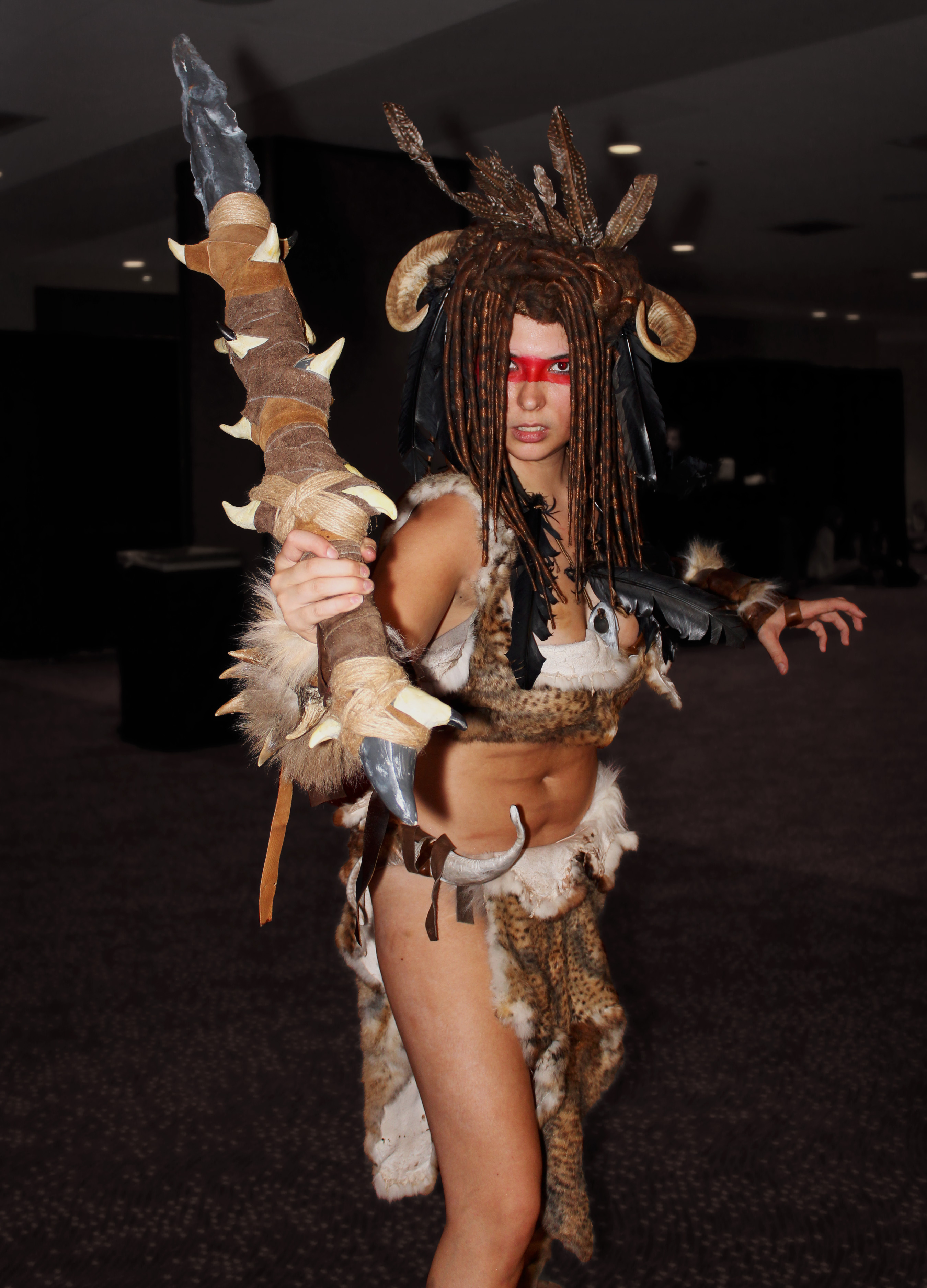
Косплей ричмена, представителя народа, произошедшего от бретонов и в основном населяющего Предел, область на границе Хай-Рока и Скайрима

На материке Тамриэль проживает множество различных рас разумных существ. Тамриэль состоит из девяти провинций, в каждой из которых доминирует определённая раса: Чернотопье является домом аргониан; Сиродил — имперцев; Эльсвейр — каджитов; Хаммерфелл — редгардов; Хай Рок — бретонцев; Морровинд — данмеров, или тёмных эльфов; Скайрим — нордов; остров Саммерсет — альтмеров, или высоких эльфов; и Валенвуд — босмеров, или лесных эльфов. Десятая раса, орсимеры, или орки, проживает в поселениях, разбросанных по Тамриэлю; в некоторые моменты истории они имели государство внутри Хай Рока, известное как Орсиниум. В последних играх серии в качестве играбельных выступают десять рас: четыре из них — бретонцы, имперцы, норды и редгарды — являются людскими, ещё четыре — альтмеры, босмеры, данмеры, орсимеры — эльфийскими, и ещё две — каджиты и аргониане — звероподобными, похожими на кошачьих и рептилий соответственно. Не все подвиды каджитов и аргониан являются играбельными, лишь те, что своим строением наиболее похожи на людей. Например, среди различных видов каджитов присутствует подраса альфиков, которые похожи на обычных домашних кошек.
Перечисленные расы не являются единственными, которые живут в Тамриэле и на Нирне в целом. Так, непосредственно в Тамриэле проживают людская раса предельцев (англ. Reachmen), звероподбные расы ламий, минотавров и другие, а на соседних островах и континентах проживают такие расы, как морские эльфы, слоады и прочие. Кроме того, на континте Акавир проживают расы цаэски и камаль. Некоторые расы, упомянутые во внутриигровой литературе, вымерли ко времени событий игр. Так, раса двемеров полностью исчезла в результате катаклизма более чем за 4000 лет до событий игр, раса котрингов вымерла в результате распространения смертельно опасного гриппа, а раса снежных эльфов, известных как фалмеры, деградировала в слепых пещерных созданий.

### Бестиарий
Начало бестиарию вымышленной вселенной TES было положено ещё в первой игре серии, Arena. Небольшой бестиарий этой игры был описан в отдельной главе руководства к ней. Бестиарий Daggerfall во много раз обширней такового в Arena. Появляются такие создания, впоследствии перешедшие в бестиарий Morrowind, как дреуги, атронахи, спригганы и др. Создания первой главы серии также присутствуют в Daggerfall. Некоторые монстры впервые появились в играх вне основной линейки игр: в Redguard (двемерские механизмы) и Battlespire (даэдра).
В бестиарии Morrowind много оригинальных созданий, не имеющих аналогов как в реальной фауне, так и в бестиариях других фэнтезийных миров, и не присутствующих в других играх серии. В «Интервью Человека-Скелета с жителями Тамриэля» — выдержанном в игровом стиле тексте от разработчиков, — отмечается своеобразие фауны Морровинда, объясняемое географической изоляцией провинции от большей части материка и вулканической деятельностью. Оригинальность игровой фауны Morrowind отмечал журнал «Игромания». Ещё одна запоминающаяся особенность мира TES, впервые появившаяся в Redguard и детально проработанная в Morrowind, — двемерские механизмы, агрессивные механические существа, сохранившиеся от вымершей расы двемеров. Несколько новых монстров было добавлено в первом аддоне к Morrowind — Tribunal, действие которого происходит в городе Морнхолде на материковой части Морровинда. Действие второго аддона Bloodmoon разворачивается на покрытом снегом острове Солстхейм, с фауной, резко отличающейся от таковой в исходной игре (и более близкой к фауне реального мира). Аддон добавляет большое количество новых монстров, причём высокоуровневых, как отмечает журнал «Навигатор игрового мира».
Бестиарий следующей игры серии, Oblivion, частично основан на всех предыдущих играх серии, включая Morrowind (например, иерархия даэдра по большей части совпадает в третьей и четвёртой главах «Древних Свитков»).
Оборотни в качестве игровых монстров, а также возможность превратиться в оборотня игроку, заразившемуся ликантропией, появились в Daggerfall. В Morrowind разработчики отказались от введения в игру оборотней, как не соответствующих сюжету и атмосфере игры, что вызвало недовольство игроков. Однако оборотней и возможность ими стать добавляет аддон Bloodmoon. Т. Хорев в ЛКИ отмечал, что становиться оборотнем в Bloodmoon игроку невыгодно. В Oblivion нет ни оборотней, ни возможности ими стать. В Skyrim можно стать оборотнем в ходе квестов за Соратников.
Вампиры как один из трёх сильнейших игровых монстров появились ещё в первой игре серии. Во второй игре серии была введена возможность для игрока самому стать вампиром. Эта возможность есть и в Morrowind, где вампиризм реализован иначе. Игрок может стать вампиром и в четвёртой главе TES, где реализация вампиризма снова была изменена. Дополнение Dawnguard для Skyrim посвящено вампирам и вампиризму.

### Хронология
Официальная хронология игр серии на момент выхода Skyrim насчитывает шесть эр: эра Рассвета, Меретическая, Первая, Вторая, Третья и Четвёртая. Действия хронологически первой игры, The Elder Scrolls Online, происходят во времена Второй эры, события Arena, Daggerfall, Morrowind и Oblivion разворачиваются в Третьей эре, а Skyrim является хронологически последней игрой серии на данный момент — её сюжетная кампания начинается во времена Четвёртой эры. Временной промежуток между хронологически первой и последней играми составляет примерно 1000 лет, а общая хронология событий от сотворения мира до событий Skyrim составляет более 7000 лет. События, не показанные непосредственно в играх серии, описываются в различной внутриигровой литературе, рассказах NPC, а также в книгах, написанных по лицензии.
В качестве начальных дат новых эр выбираются даты событий значительно повлиявших на весь континент или всю планету. Так, Третья эра начинается, когда Тайбер Септим объединил все территории Тамриэля под знаменем единой одноимённой империи, а заканчивается спустя 433 года в результате событий, описанных в Oblivion — Кризиса Обливиона и пресечение династической линии Септимов в связи со смертью всех наследников. Продолжительность одного дня и одного года в последних играх серии равны земным.

### События игр
Хотя различные империи контролировали Тамриэль на протяжении нескольких тысяч лет его известной истории, большинство игр серии происходят во времена Третьей Сиродильской империи, которая изначально объединяет весь континент под правлением династии Септимов. В Arena игроку поручено освободить императора Уриэля Септима VII из магической тюрьмы, созданной его придворным магом, который захватил трон и магически замаскировался под императора. В Daggerfall Уриэль VII поручает игроку найти могущественный артефакт. Игрок может передать его любой из нескольких фракций, которые будут использовать его для изменения региональной структуры власти.
В Morrowind игрок является предсказанной в пророчествах реинкарнацией Неревара, великого данмерского героя. Воспользовавшись этим, Империя поручает игроку стабилизировать провинцию Морровинд, подавив восстание Дагот Ура, бывшего советников Неревара, намеревающегося обрести божественные силы.
В Oblivion религиозный культ Мифический рассвет убивает Уриэля VII и всех его известных наследников и открывает пространственные врата в один из планов Обливиона, подобный аду план даэдрического принца Мерунеса Дагона, что ввергает Империю в хаос. Хотя игрок помогает незаконному королевскому наследнику закрыть врата измерений, героическое самопожертвование наследника обрывает родословную Септимов, вызывая кризис престолонаследия, который опустошает Империю и быстро сокращает её терриорию.

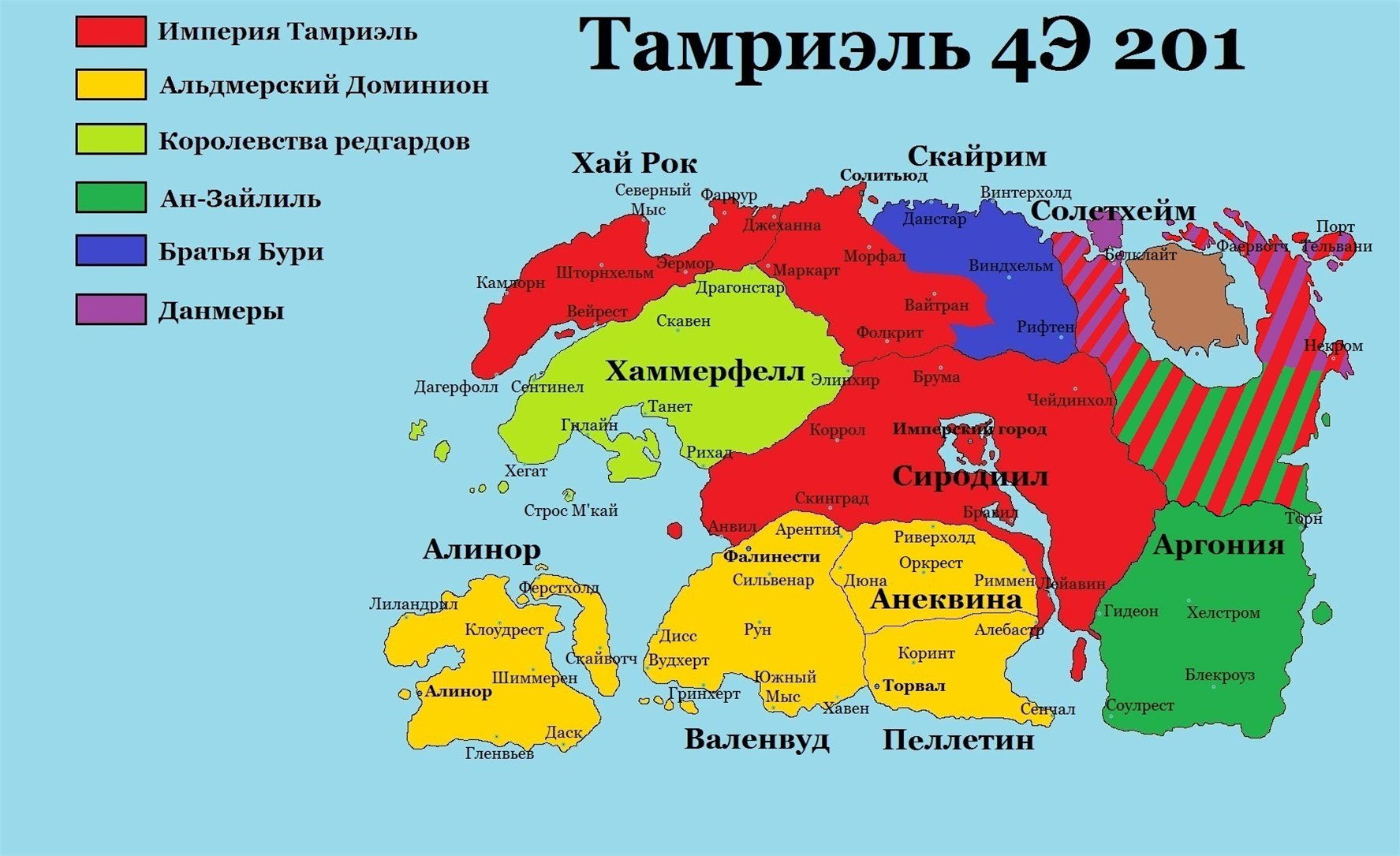
Политическая карта Тамриэля в 201 год Четвёртой эры

В Skyrim Империя, теперь управляемая династией Мид, восстанавливается после масштабной войны против Талмора, альтмерского этногосударства, которое подчинило большую часть юго-западного Тамриэля. Условия капитуляции Талмора ещё больше ослабили Империю и в конечном итоге привели к продолжающейся гражданской войне в северной провинции Скайрим. В это же время Тамриэлю приходится столкнуться с возвращением Алдуина, легендарного дракона, известного как «Пожиратель мира», спустя долгое время после того, как драконы, как считалось, вымерли. Игрок является предсказанным в пророчествах Довакином, который должен свергнуть Алдуина.
The Elder Scrolls Online служит приквелом к сюжетной линии Третьей Империи. Действие игры происходит в середине 600-летнего междуцарствия между Второй и Третьей Сиродильскими империями. Игрока приносят в жертву последователи даэдрического принца Молаг Бала, когда ему удается вернуться в смертный мир с помощью бывшего Императора, маскирующегося под пророка. Игрок должен присоединиться к одному из трёх различных военных альянсов, которые соперничают за контроль над Тамриэлем в Войне Трёх Знамён, но в конечном итоге ему поручено объединить все три фракции, чтобы помешать Молаг Балу поглотить планету Нирн в свой план Хладной Гавани.
Собственно древние свитки лишь изредка упоминаются в играх и играют ограниченную роль в сюжетной линии серии, обычно только как обрамляющий сюжетный приём («[события в этой игре] были предсказаны в Древних свитках…»). Oblivion отмечает первое появление свитков в последнем задании квестовой линии Гильдии воров. Свиток выглядит как непонятная карта, содержащая светящиеся глифы. В Oblivion представлены ослепшие монахи, которые посвящают свою жизнь изучению свитков. В Skyrim свитки интегрированы в космогонический миф; они могут вызывать безумие при их расшифровке. Свитки используются в главном квесте, чтобы вернуться назад во времени и узнать, как победить антагониста, бессмертного дракона. В Dawnguard, дополнении к Skyrim, добавляется квест на получение свитков с целью либо помочь, либо помешать вампиру затмить солнце.

## Геймплей
Игры The Elder Scrolls — ролевые видеоигры в жанре action RPG, включающие элементы из игр жанра экшен и приключенческих игр. В Arena игрок продвигается вперёд, убивая монстров (и тем самым получая очки опыта), пока не будет достигнуто заданное значение, после чего он повышает свой уровень. Однако в Daggerfall, Morrowind и Oblivion для развития персонажа был применён подход, основанный на навыках. Игроки развивают навыки своих персонажей, применяя их, и повышают свой уровень только после того, как будет развит определённый набор навыков. Skyrim использовал новый подход, при котором чем больше повышается уровень навыка, тем больше он помогает повысить уровень персонажа. Это сместило фокус с создания персонажа на его развитие. Гибкость игровых движков способствовала выпуску игровых расширений (или модов), созданных посредством The Elder Scrolls Construction Set.

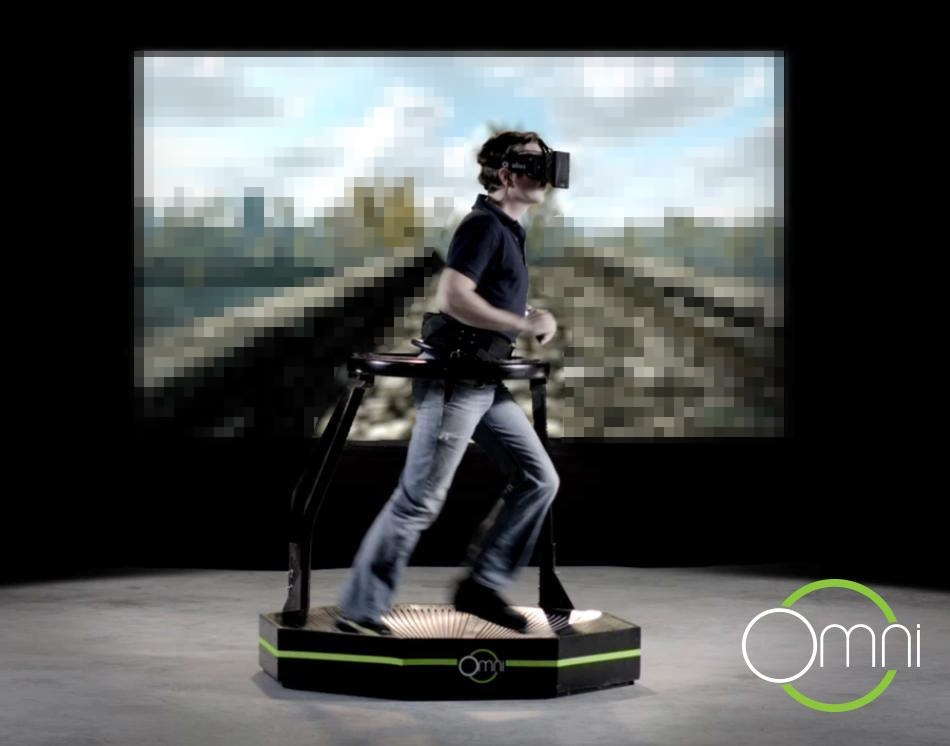
Skyrim в Virtuix Omni

Основная серия игр The Elder Scrolls подчёркивает другие аспекты игрового опыта, чем большинство ролевых игр. В краткой статье Joystiq (2006) разработки BioWare сравниваются с разработками Bethesda и отмечается разница в акцентах. Творения Bethesda сосредоточены на «эстетической презентации и открытых приключениях»; BioWare — на боевой системе и модульной архитектуре. Эту всеобъемлющую цель отметили и их дизайнеры. Bethesda описала свои мотивы при создании первой игры серии TES, Arena, как мотивы при создании любой хорошей настольной ролевой игры: создание среды, в которой игрок мог бы быть тем, кем он захочет быть, и делать то, что он желает. Руководство Daggerfall начинается с манифеста по дизайну, в котором заявлено намерение разработчиков «создать книгу с пустыми страницами» и «игру, призванную поощрять исследования и вознаграждать любопытство». Выбор путей, по которым пойдет игрок, творить добро, следовать злу, остаётся открытым для игрока, «как в реальной жизни». Эта тенденция дизайна продолжилась и в Morrowind. Во время разработки Morrowind Bethesda утроила свой штат таким образом, чтобы идеально раскрасить свой новый, созданный вручную мир. По их собственным словам, «Мы знали, что должны превзойти визуальную шлифовку других игр на рынке, и мы поставили себе цель вернуть The Elder Scrolls в авангард игровых инноваций».
В рамках некоторых игр серии The Elder Scrolls имеется возможность приобретать дома, обставлять их мебелью, хранить в них доспехи, одежду украшения, книги, магические зелья. Возможно обустроить алхимическую лабораторию.

## Восприятие
| Игра                                      | GameRankings                  | Metacritic                 |
| ----------------------------------------- | ----------------------------- | -------------------------- |
| The Elder Scrolls: Arena                  | (PC) 80%                      | —                          |
| The Elder Scrolls II: Daggerfall          | (PC) 79%                      | —                          |
| An Elder Scrolls Legend: Battlespire      | (PC) 63%                      | —                          |
| The Elder Scrolls Adventures: Redguard    | (PC) 78%                      | —                          |
| The Elder Scrolls III: Morrowind          | (PC) 89% (Xbox) 87%           | (PC) 89 (Xbox) 87          |
| The Elder Scrolls III: Tribunal           | (PC) 81%                      | (PC) 80                    |
| The Elder Scrolls III: Bloodmoon          | (PC) 83%                      | (PC) 85                    |
| The Elder Scrolls Travels: Shadowkey      | (NG) 56%                      | —                          |
| The Elder Scrolls IV: Oblivion            | (X360) 94% (PC) 93% (PS3) 93% | (X360) 94 (PC) 94 (PS3) 93 |
| The Elder Scrolls IV: Knights of the Nine | (PC) 83%                      | (PC) 81                    |
| The Elder Scrolls IV: Shivering Isles     | (X360) 88% (PC) 87%           | (X360) 86 (PC) 86          |
| The Elder Scrolls V: Skyrim               | (X360) 95% (PC) 94% (PS3) 88% | (X360) 96 (PC) 94 (PS3) 92 |
| The Elder Scrolls V: Skyrim — Dawnguard   | (PS3) 79% (X360) 76% (PC) 69% | (PS3) 79 (X360) 73 (PC) 66 |
| The Elder Scrolls V: Skyrim — Hearthfire  | (PS3) 74% (X360) 62%          | (PS3) 69 (X360) 54         |
| The Elder Scrolls V: Skyrim — Dragonborn  | (PS3) 83% (PC) 83% (X360) 83% | (PC) 83 (PS3) 82 (X360) 82 |
| The Elder Scrolls Online                  | (PC) 71%                      | (PC) 71                    |

Игры серии получали положительные отзывы от рецензентов и игровых сайтов. Многие игры получили всеобщее признание, некоторые — статус культовых игр.
В 2012 году Complex поставил The Elder Scrolls на 20-е место в списке лучших франшиз видеоигр. В 2013 году The Elder Scrolls была признана величайшей игровой серией десятилетия на GameSpot, обойдя 64 других конкурента. The Elder Scrolls вышла в финальный раунд, обойдя серию Grand Theft Auto с разницей в 52,5 % голосов за The Elder Scrolls против 47,5 % за Grand Theft Auto..
Четвёртая основная игра серии, Oblivion, изначально была выпущена с рейтингом Teen от ESRB, но после сообщений о том, что её разработчики не раскрыли контент, который не будет встречаться в обычном игровом процессе, но будет не соответствовать этому рейтингу, ESRB повторно рассмотрел Oblivion, приняв во внимание этот скрытый контент, и в своём беспрецедентном шаге, привлёкшим большое внимание общественности, повысил рейтинг игры до Mature.
В августе 2011 года Bethesda Softworks связалась с разработчиком Minecraft, компанией Mojang, заявив, что предполагаемая торговая марка названия Scrolls для её новой игры нарушает торговую марку Bethesda на The Elder Scrolls. 10 марта 2012 года Маркус Перссон написал в Twitter, что они пришли к соглашению об использовании названия. Соглашение запрещает Mojang использовать название Scrolls в любых будущих продолжениях игры.
В мае 2019 года Bethesda Softworks выпустила бесплатную рекламную настольную ролевую игру под названием Elsweyr. Ее обвинили в плагиате, поскольку сюжет игры был очень похож на приключенческую игру Dungeons & Dragons «The Black Road», написанную Пейдж Лейтман и Беном Хейслером, текст которой был перефразирован, некоторые слова заменены на синонимы. После того, как Лейтман опубликовала сообщение о сходстве в Facebook, игра была удалена со страницы The Elder Scrolls Online в Facebook.
Высокую оценку как критиков, так и слушателей получила музыкальная тема «Dragonborn» (с англ. — «Драконорождённый») из саундтрека The Elder Scrolls V: Skyrim (2011), написанная композитором Джереми Соулом. Композиция выполнена в классическом скандинавском стиле и исполнена хором, поющим тексты на вымышленном драконьем языке довазуле, созданном для игры Эмилем Пальяруло. Песня во многом заимствована из музыкальной темы «Nerevar Rising» игры The Elder Scrolls III: Morrowind и содержит элементы музыки из The Elder Scrolls IV: Oblivion, которые также были написаны Соулом. Песня звучит в оркестровых исполнениях и породила большое количество кавер-версий, многие из которых соединяют её с внутриигровой англоязычной композицией «The Dragonborn Comes». Один из таких каверов, написанный Линдси Стирлинг и Питером Холленсом, занесён в Книгу рекордов Гиннесса как самая просматриваемая кавер-версия саундтрека к видеоигре.

## Оценки и влияние сеттинга
Вселенная The Elder Scrolls широко известна как одна из наиболее детально проработанных и оригинальных фэнтези-вселенных в индустрии компьютерных игр. Рецензенты отдельно отмечают глубину и нестандартность демонологии вымышленного мира; так, в 2008 году журнал «Лучшие компьютерные игры» назвал её наиболее развитой среди компьютерных игр. Американское издание IGN составило топ-10 божественных сущностей TES, а в 2006 году принц даэдра Мерунес Дагон был номинирован на звание «Злодей года» в материале журнала «Мир фантастики» (в качестве главного антагониста The Elder Scrolls IV: Oblivion). Это же издание отмечало высокое качество внутриигровой литературы в играх серии и проработанность вымышленного мира в целом.
Внутриигровые события и квесты серии игр получили большую популярность у игроков, многие из которых стали своего рода знатоками внутриигрового мира, его истории, то есть воспринимают данный мир в качестве большого топоса, поделенный на микротопосы. The Elder Scrolls Online (2014) должна была развивать вселенную TES, однако, как многие опытные игроки отмечали, что данная игра имеет ряд недостатков, включая сюжетные нестыковки, проблемы баланса основных рас, что портит впечатление — в данном топосе игроки чувствуют себя неуютно. Причиной, возможно, стала смена гейм-дизайнеров, которые уделили большее внимание другим аспектам, нежели топосу вселенной.
Фраза «Раньше меня тоже вела дорога приключений, но потом мне прострелили колено», произносимая стражниками в The Elder Scrolls V: Skyrim, стала интернет-мемом.
В 2012 году элементы вселенной The Elder Scrolls V: Skyrim (в частности, Империя и гражданская война в Скайриме) были включены в программу кафедры английской литературы университета Райса в Хьюстоне, США с целью изучения древнескандинавских сеттингов в современной популярной культуре.
Театр «Этериус» (Россия) поставил два мюзикла по игре Skyrim: в 2015 году — «Песнь о Довакине», в 2019 году состоялась премьера мюзикла «Сон у Красной горы».